# Castrelo do Val
Castrelo do Val (spanisch Castrelo del Valle) ist eine spanische Gemeinde (Concello) mit 951 Einwohnern (Stand: 2024) in der Provinz Ourense der Autonomen Gemeinschaft Galicien.

## Geografie
Castrelo do Val liegt im südöstlichen Teil der Provinz Ourense ca. 55 Kilometer südöstlich der Provinzhauptstadt Ourense.
Umgeben wird Castrelo do Val von den sieben Nachbargemeinden:
| Laza      |                                             | Vilariño de Conso |
|           | Kompassrose, die auf Nachbargemeinden zeigt | A Gudiña          |
| Monterrei | Verín Vilardevós                            | Riós              |

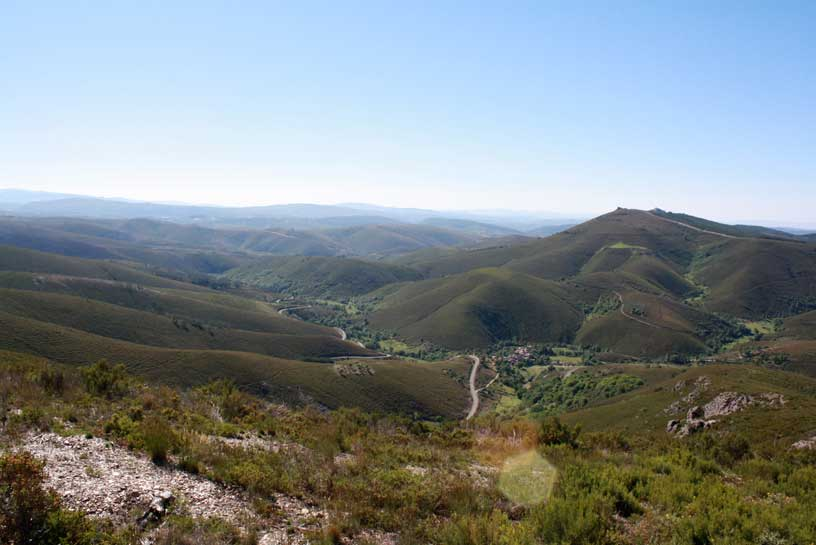
Blick auf die Landschaft nahe dem Ort Veigadenostre

Der Fluss Camba durchquert den Norden des Gemeindegebiets von West nach Ost und wird im Übergang zur Nachbargemeinde Vilariño de Conso zum Encoro das Portas aufgestaut. Nördlich erheben sich Ausläufer der Serra di Fial das Corzas mit dem Campo da Agulla mit einer Höhe von 1246 m und weiteren Erhebungen über 1300 m, wie beispielsweise dem Cabezo do Xogral 1369 m. Im südöstlichen Teil des Gebiets der Gemeinde an der Grenze zur Nachbargemeinde Riós erhebt sich die Serra da Teixera mit Erhebungen bis über 1100 m, am Ausläufer dieses Gebirges im Zentrum der Gemeinde mit dem Pena Nofre eine Erhebung mit einer Höhe von 1291 m. Im südwestlichen Teil des Gemeindegebiets fällt das Gelände in das Tal des Tâmega ab, wo die Höhen zwischen 400 m und 500 m schwanken.

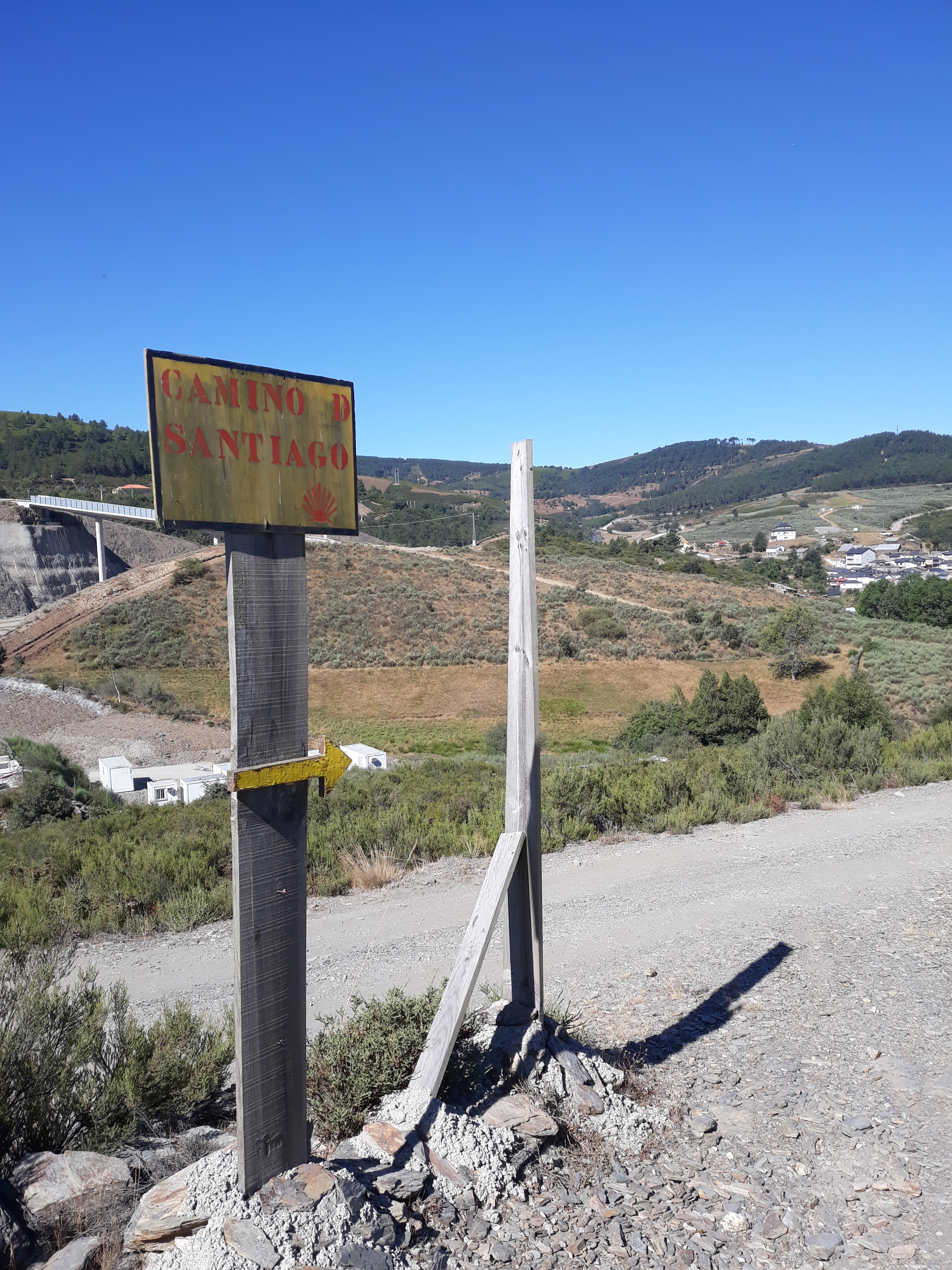
Wegweiser in Campobecerros

## Bevölkerungsentwicklung der Gemeinde
Legende: Castrelo del Valle___Castrelo do Val

Quelle: INE-Archiv – grafische Aufarbeitung für Wikipedia
Nach einem Anwachsen der Gemeindegröße auf über 3300 Einwohner um 1940 sank die Zahl der Bevölkerung in der Folgezeit bis unter 1000. Ein besonders markanter Rückgang ist zwischen 1970 und 1981 zu verzeichnen, als die Gemeinde in dieser Dekade allein über 28 % ihrer Bevölkerung verlor.

## Gemeindegliederung
Die Gemeinde Castrelo do Val ist in neun Parroquias gegliedert:
| Parroquias      | Patrozinium   | Einwohner 2024 | Fläche km² | Dichte Einw./km² | Höhe msnm | Ortskennzahl |
| --------------- | ------------- | -------------- | ---------- | ---------------- | --------- | ------------ |
| Campobecerros   | Santiago      | 91             | 33,16      | 3                | 902       | 32021010000  |
| Castrelo do Val | Santa María   | 340            | 6,01       | 57               | 413       | 32021020000  |
| Gondulfes       | Santa Cruz    | 90             | 11,00      | 8                | 527       | 32021030000  |
| Nocedo do Val   | San Salvador  | 164            | 5,78       | 28               | 419       | 32021040000  |
| Parada da Serra | San Lucas     | 26             | 8,89       | 3                | 0         | 32021050000  |
| Pepín           | San Vicente   | 89             | 11,37      | 8                | 467       | 32021060000  |
| Piornedo        | Santa Eufemia | 62             | 11,36      | 5                | 947       | 32021070000  |
| Portocamba      | San Miguel    | 19             | 14,06      | 1                | 938       | 32021080000  |
| Servoi          | Santa María   | 108            | 20,40      | 5                | 743       | 32021090000  |

Der Sitz der Gemeinde befindet sich in Castrelo do Val in der gleichnamigen Parroquia.

## Jakobsweg
Der Jakobsweg mit der Variante des Camino Mozárabe auf der Etappe von A Gudiña nach Laza durchquert das nördliche Gemeindegebiet von Ost nach West.

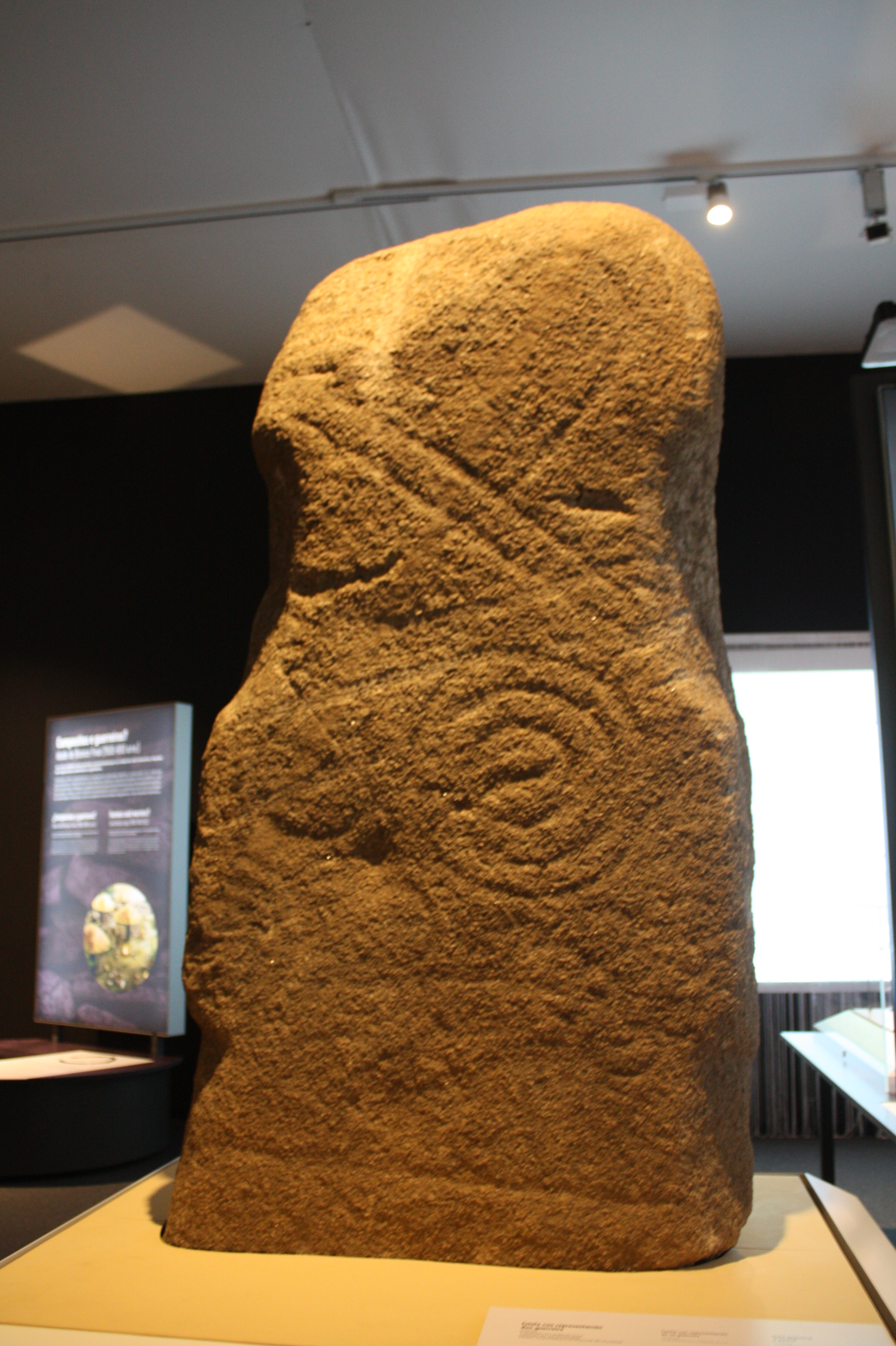
Kriegerstele von Castrelo do Val im Museo Arqueolócico Provincial in Ourense

## Geschichte
1970 wurde ein bronzezeitlicher Menhir gefunden, der als Kriegerstele von Castrelo do Val bekannt ist.

## Wirtschaft
| Ackerbau, Viehzucht und Fischerei                                                  | 015 | 06,52  |
| Industrie                                                                          | 012 | 05,22  |
| Bauwirtschaft                                                                      | 015 | 06,52  |
| Dienstleistungsbetriebe                                                            | 188 | 081,74 |
| Total                                                                              | 230 | 100,00 |
| * Daten aus dem Statistischen Amt für Wirtschaftliche Entwicklung in Galicien, IGE |     |        |

## Verkehr

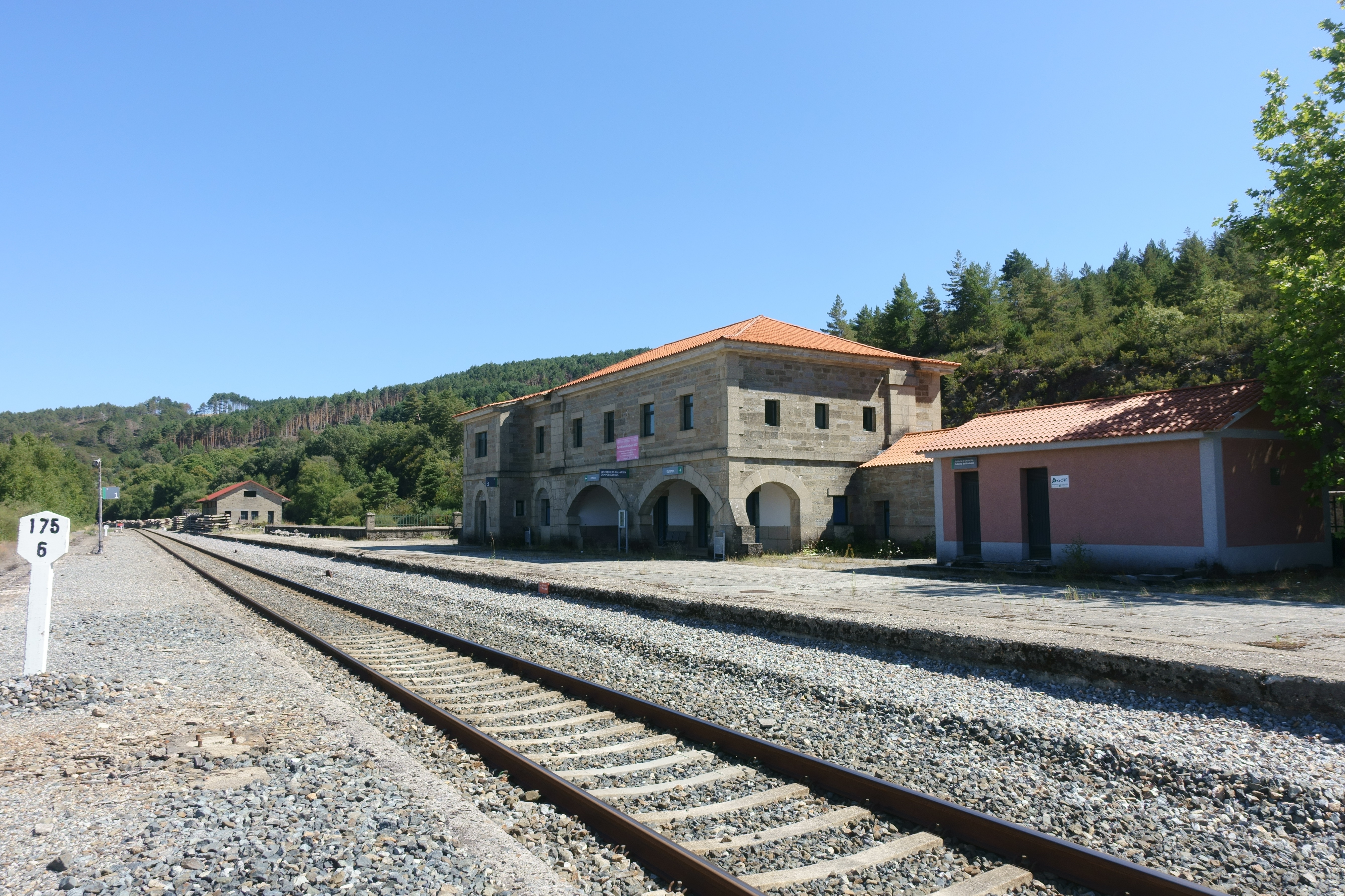
Haltepunkt Castrelo del Valle-Verín-Campobecerros

Wichtige Verkehrsadern wie die Autovía A-52 („Autovía de las Rías Bajas“) von Benavente nach Vigo und die Nationalstraße 525 führen durch die südlichen Nachbargemeinden. Land- und Provinzstraßen verbinden Castrelo do Val mit den Nachbargemeinden und den Dörfern innerhalb der Gemeinde.
Ein Haltepunkt der Züge der Renfe Media Distancia an der Strecke von Madrid nach Ourense, die größtenteils untertunnelt das nördliche Gemeindegebiet durchquert, befindet sich in Campobecerros.